# Sisyphos

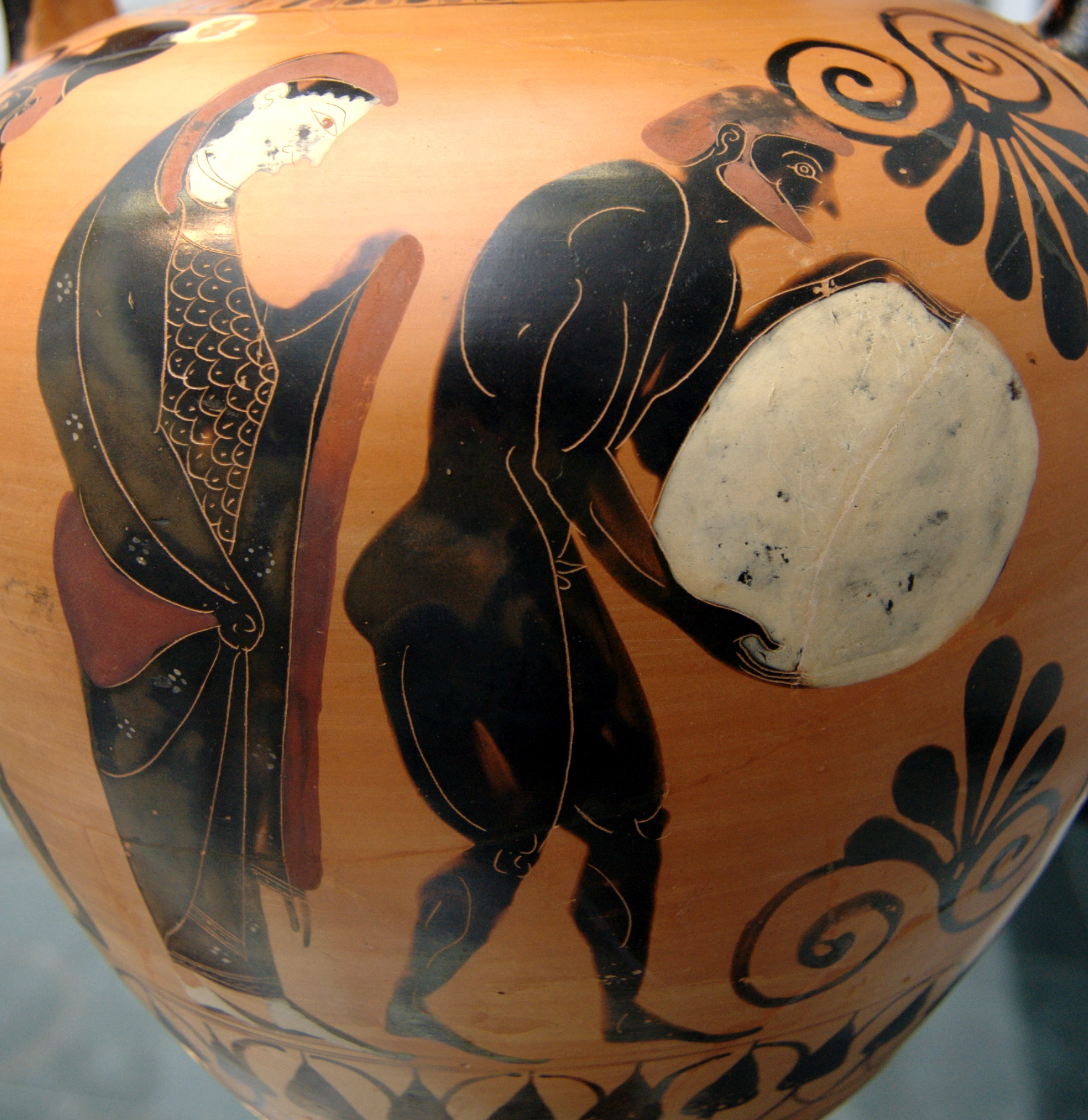
Persephone beaufsichtigt Sisyphos in der Unterwelt, schwarzfigurige attische Amphora, um 530 v. Chr., Staatliche Antikensammlungen München (Inv. 1494)

Sisyphos (altgriechisch Σίσυφος Sísyphos, latinisiert Sisyphus) ist eine Figur der griechischen Mythologie. Er war ein Sohn des Aiolos und König in Korinth. Sisyphos zeichnete sich durch große Weisheit aus und trug stark zur Vergrößerung Korinths bei.
Heute bekannt ist er vor allem in seiner Funktion im Volksglauben als Schalk, gerissenes Schlitzohr und Urbild des Menschen und Götter verachtenden „Frevlers“, dem es durch skrupellose Schlauheit mehrfach gelingt, trickreich den Tod zu überlisten und den Zustrom zum Hades zu sperren, indem er den Todesgott Thanatos fesselt. Nach dessen Befreiung wird Sisyphos festgesetzt, aber es gelingt dem Toten mit einer List, erneut ins Leben zurückzukehren: Er befiehlt seiner Frau, der Plejade Merope, ihn nicht zu bestatten und keine Totenopfer für ihn darzubringen. Um dieses Ärgernis zu regeln, entlässt ihn Thanatos noch einmal ins Leben, wodurch Sisyphos dem Tod ein weiteres Mal entgeht.
Sprichwörtlich ist die Sisyphos ereilende Strafe geworden. Homer nennt keinen Grund für die Strafe, weshalb schon in der Antike verschiedene Autoren unterschiedliche Gründe dafür angeben: Einmal wird Sisyphos für seine Renitenz dem Gott Thanatos gegenüber bestraft, einmal für seine Verschlagenheit, einmal weil er den Göttervater Zeus an den Flussgott Asopos verrät, weil jener dessen Tochter Aigina geraubt hat.
Schließlich wird er von Hermes für seinen Frevel in die Unterwelt gezwungen, wo er zur Strafe einen Felsblock auf ewig einen Berg hinaufwälzen muss, der, fast am Gipfel, jedes Mal wieder ins Tal rollt. Dieses Motiv ist schon in der Antike prägend für die Sisyphosrezeption gewesen, heute ist Sisyphusarbeit bzw. Sisyphusaufgabe ein geflügeltes Wort für eine ertraglose und dabei schwere Tätigkeit ohne absehbares Ende.
In der Neuzeit wurde Sisyphos durch Albert Camus’ Essay Der Mythos des Sisyphos zu einer Leitfigur der Philosophie des Absurden. Diese radikale Neuinterpretation belebte die Sisyphos-Rezeption und regte viele weitere neue Deutungen der Sisyphosfigur an.

## Mythos

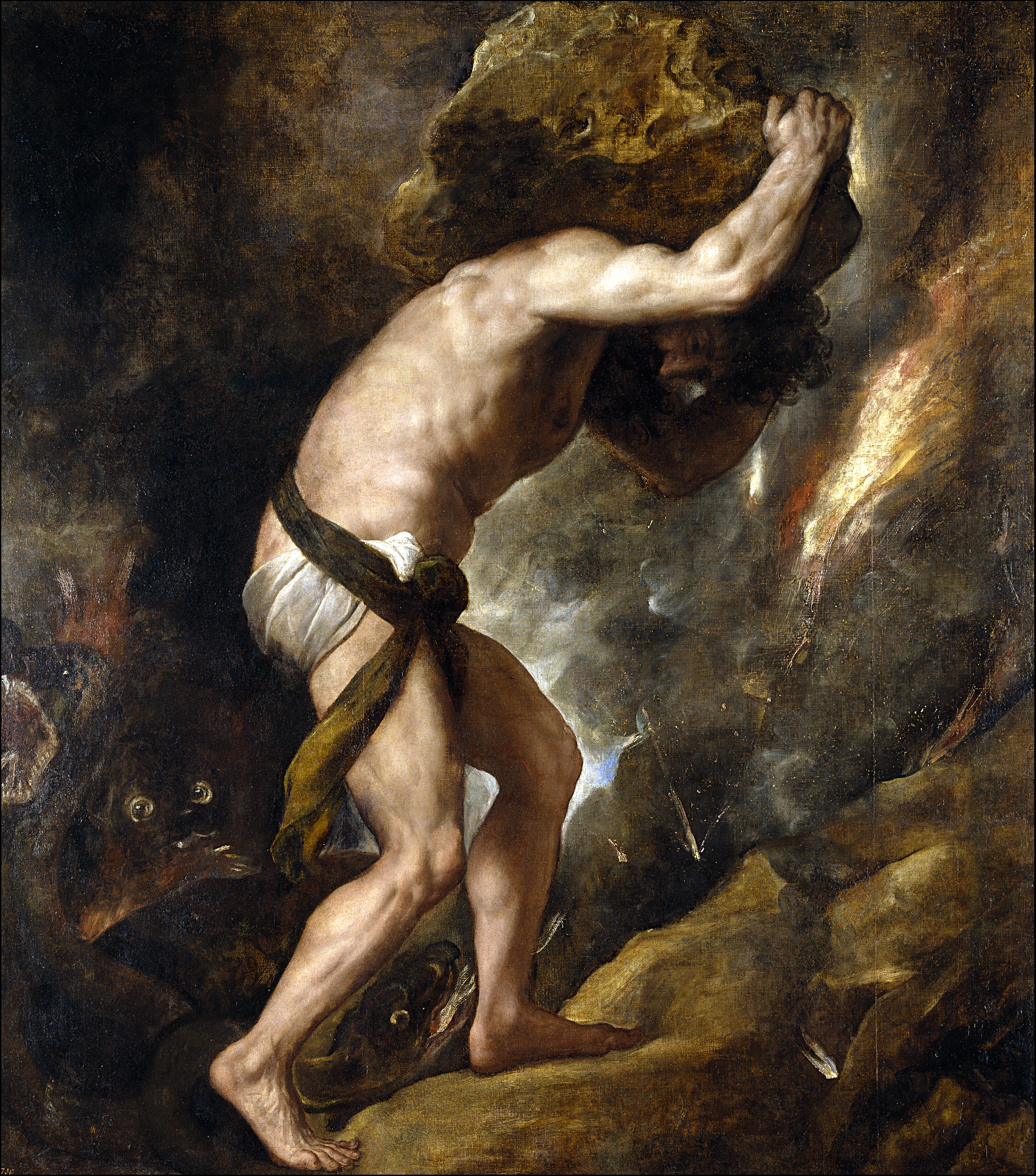
Sisyphos-Darstellung Tizians

Sisyphos gilt in der griechischen Mythologie als Sohn des thessalischen Königs Aiolos, als Gründer und König von Korinth und als Großvater des Bellerophon.
Ino hatte im Wahn Melikertes, ihren eigenen Sohn, getötet und sich mit dem Leichnam ins Meer gestürzt, als sie wieder zu Sinnen kam. Ein Delphin brachte den Knaben an Land. Sisyphos fand ihn, begrub ihn auf dem Isthmus von Korinth und stiftete ihm laut Pindar und anderen zu Ehren die Isthmischen Spiele, für die auch Theseus und Poseidon als Stifter genannt werden.
Sisyphos befragte das Orakel von Delphi, wie er seinen Bruder Salmoneus töten könne. Darauf erhielt er die Antwort, dass er Kinder mit Tyro, der Tochter des Salmoneus, zeugen solle. Diese würden dann Salmoneus töten. Er ließ sich mit Tyro ein, und sie schenkte zwei Söhnen das Leben. Als sie jedoch von dem Orakel hörte, tötete sie ihre eigenen Kinder.
Autolykos stahl heimlich Rinder, Schafe und Ziegen des Sisyphos. Der bemerkte, dass seine Herden kleiner wurden, während die des Autolykos weiter zunahmen. Er markierte seine Tiere an den Hufen und konnte so den Diebstahl nachweisen. Er begab sich zu Autolykos, um ihn zur Rede zu stellen. Da er diesen aber nicht antraf, verführte er dessen Tochter Antikleia, die kurze Zeit später Laertes heiratete und Odysseus gebar.
Sisyphos wird als der verschlagenste aller Menschen bezeichnet; er verriet die Pläne des Zeus, indem er dem Flussgott Asopos mitteilte, dass es Zeus sei, der seine Tochter Aigina entführt habe. Zeus beschloss daraufhin, Sisyphos zu bestrafen, und schickte Thanatos, den Tod, zu ihm. Aber Sisyphos überwältigte ihn, indem er ihn betrunken machte und ihm so starke Fesseln anlegte, dass des Todes Macht gebrochen war und niemand mehr starb. Erst als der Kriegsgott Ares den Tod aus der Gewalt von Sisyphos befreite (da es ihm keinen Spaß machte, dass seine Gegner auf dem Schlachtfeld nicht mehr starben), konnte Thanatos wieder seines Amtes walten.
Sisyphos aber wurde vom Kriegsgott ins Schattenreich entführt. Doch bevor Ares das tat, verbot Sisyphos seiner Frau Merope, ihm ein Totenopfer darzubringen. Als keine Opfer für ihn dargebracht wurden, überredete er den Gott der Unterwelt, Hades, ihn schnell in die Menschenwelt zurückkehren zu lassen, um seiner Frau zu befehlen, für ihn ein Totenopfer zu halten. Wieder zu Hause, genoss der Listige das Leben an der Seite seiner Frau und spottete über den Gott der Unterwelt. Doch plötzlich tauchte Thanatos vor ihm auf und brachte ihn mit Gewalt ins Totenreich.

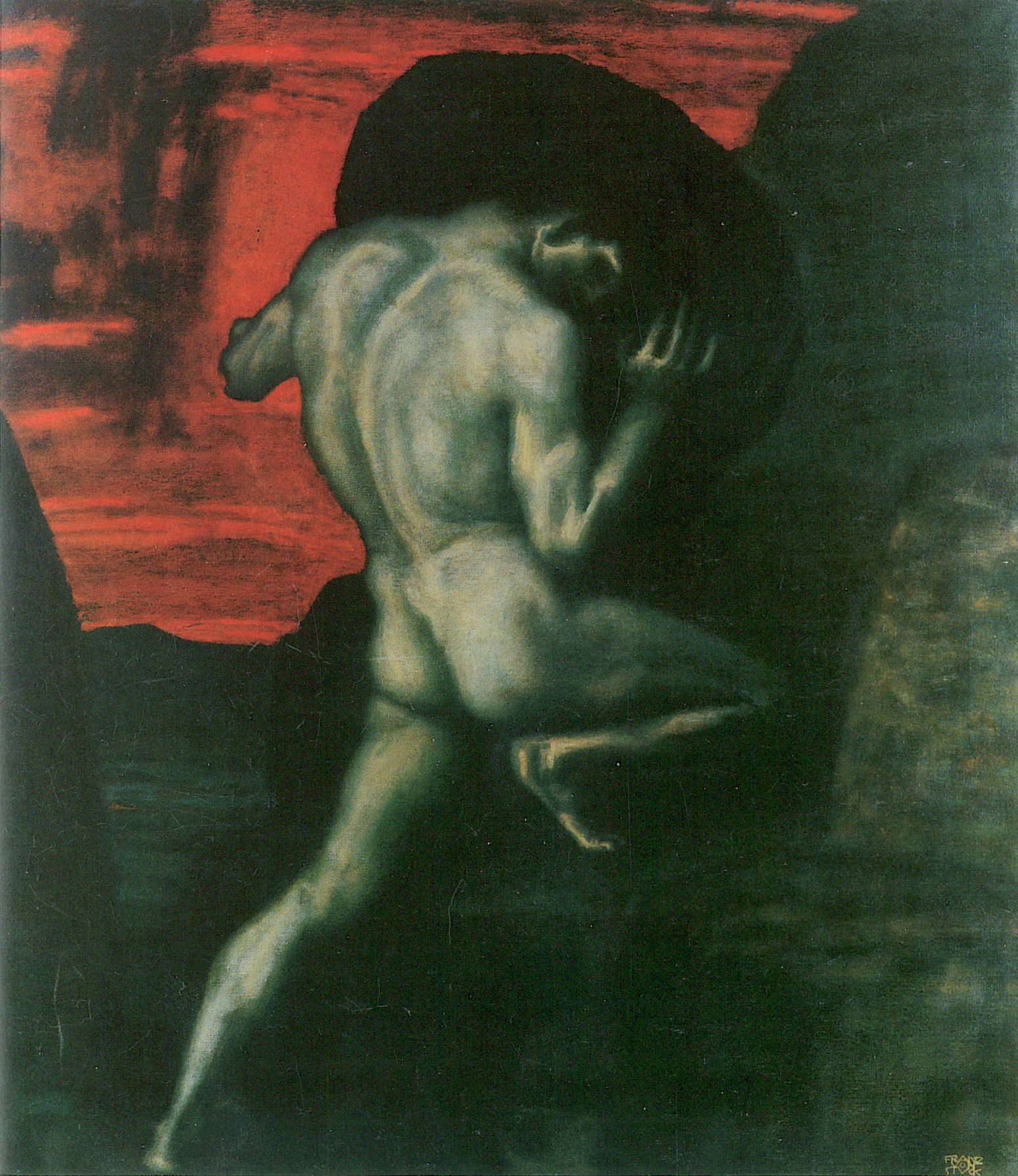
Sisyphos von Franz von Stuck, 1920

Sisyphos’ Strafe in der Unterwelt bestand darin, einen Felsblock einen steilen Hang hinaufzurollen. Ihm entglitt der Stein jedoch stets kurz vor Erreichen des Gipfels und er musste immer wieder von vorne anfangen. Heute nennt man deshalb eine Aufgabe, die trotz großer Mühen nie abgeschlossen wird, Sisyphusarbeit.

„Und weiter sah ich den Sisyphos in gewaltigen Schmerzen: wie er mit beiden Armen einen Felsblock, einen ungeheuren, fortschaffen wollte. Ja, und mit Händen und Füßen stemmend, stieß er den Block hinauf auf einen Hügel. Doch wenn er ihn über die Kuppe werfen wollte, so drehte ihn das Übergewicht zurück: von neuem rollte dann der Block, der schamlose, ins Feld hinunter. Er aber stieß ihn immer wieder zurück, sich anspannend, und es rann der Schweiß ihm von den Gliedern, und der Staub erhob sich über sein Haupt hinaus.“

## Rezeption

### Allgemein
Spätestens seit der römischen Antike steht bei der Rezeption des Sisyphos vor allem seine Strafe im Mittelpunkt der Rezeption. In der Neuzeit dient die Sisyphosfigur als allgemeinsprachliche Metapher für sinnlose Mühe: Diese Bedeutung taucht immer wieder in Karikaturen auf; die sprichwörtlich gewordene Sisyphusarbeit bezeichnet eine durch wiederkehrende Muster geprägte, sinnlose Arbeit ohne Ziel und Erfolg. Diese feststehende Redewendung existiert auch im Englischen (Sisyphean task, Sisyphian task), Französischen (travail de Sisyphe), Polnischen (syzyfowa praca), Spanischen (trabajo de Sísifo), und Italienischen (fatica di sisifo, lavoro di sisifo).

### Nach Camus
1942 entwickelt der französische Autor Albert Camus Sisyphos in dem philosophischen Essay Der Mythos des Sisyphos (Originaltitel: Le mythe de Sisyphe. Essai sur l’Absurde) eine Philosophie des Absurden, die eng mit dem Existentialismus verwandt ist. Der Essay ist im Zusammenhang mit dem Bühnenstück Caligula (Uraufführung 1945) und dem Roman Der Fremde (L’Étranger, 1942) zu sehen, da Camus in diesen drei Werken das gleiche Thema behandelt. Auch in Die Pest finden sich ähnliche Motive wieder. Die beiden letzten Sätze dieses Essays sind berühmt geworden: „Der Kampf gegen Gipfel vermag ein Menschenherz auszufüllen. Wir müssen uns Sisyphos als einen glücklichen Menschen vorstellen.“
Diese radikale Neuinterpretation der Sisyphosqualen hat eine existenzialistische Sichtweise auf den Mythos etabliert und den Umgang mit dem Mythos neu belebt. Von nun an findet sowohl in der Literatur als auch in der bildenden Kunst eine intensive Auseinandersetzung mit dem Mythos statt, die sehr verschiedene Deutungen der Sisyphos-Figur hervorbringt.
Sisyphos wird nun verstärkt als Allegorie auf die Conditio humana gelesen. Diese Deutung war zwar schon in der Antike vorhanden, in der Folge von Camus’ Neubewertung erhält sie aber nun oftmals einen affirmativen, bejahenden Gehalt, Sisyphos’ Tätigkeit wird in der Regel als sinnstiftend beschrieben. Nun tauchen Texte auf, in denen Sisyphos den Stein lobt, etwa Fred Portegies Zwarts 1988 veröffentlichtes Gedicht Sisyphus singt das Lob des Steines.
Die Gestalt des Sisyphos wurde 1970 von Jacques Monod als Symbol ausgewählt, um die Wissenschaft – die sich immer in Frage stellen muss – darzustellen.
Eine häufig anzutreffende Denkfigur nach Camus betrachtet (und verwirft oftmals) die Möglichkeit, dass die Sisyphosqual an ein Ende kommt:
So in dem Schlussabschnitt Sisyphos’ letzter Abstieg des Romans Feuerfunken von Elmar Dod (Münster 2009, S. 187 ff.), dem 3. Band der „nihilistischen“ Romantrilogie Bunte Schleier des Nichts (Bd. 1: Nachtfahrt, Bd. 2: Tag der Erleuchtung, Münster 2006/2007): Sisyphos erkennt, dass die Götter sein Traum sind, und entscheidet sich für einen letzten, befreienden Abstieg in den Abgrund, in den der Stein hinabgerollt war.
Eine Variante dieser Lösung besteht darin, dass der Stein auf dem Gipfel liegenbleibt. Ulla Hahn beispielsweise stellt diese Lösung 1988 in der Ballade von S. in Frage. Sisyphos ist auf seine Qual angewiesen: „S. war // S. nur wenn er den Felsen rührte […] S. hatte überlebt. Zu leben / nicht gelernt. […]“ Ähnlich Günter Kunert, der 1992 in Neues von Sisyphos beschreibt, wie Sisyphos nach einer kurzen Phase des Triumphs den Stein selbst wieder hinabstößt, nachdem er sonst keine Arbeit bekommen kann. Auch im ironischen Gedicht Sisyphus von Robert Garioch verursacht Sisyphus den Sturz des Steins selbst, um seine Tätigkeit und damit sein Einkommen zu sichern: „Aber wie kam’s nur, daß er dem Fels einen winzigen Schubs gab? / Rasant rumpelt runter zum Talgrund der herzlose Felsklotz, / Sisyphus wankt hinterdrein: seines Einkommens jedenfalls sicher.“
Günter Grass bezeichnet Sisyphus als seinen Privatheiligen und vergleicht das Ende der Sisyphusarbeit mit gefährlichen Utopien: „Sisyphus ist nichts anderes als das Wissen, dass der Stein oben nicht liegen bleibt – und dann das Jasagen dazu. Für mich gäbe es keine schrecklichere Vorstellung als die, dass der Stein eines Tages oben liegen bliebe. […] Alle Utopien arbeiten mit der Verheißung: Der Stein wird, wenn alles so läuft, wie es meine Utopie vorschreibt, eines Tages oben liegen.“
Eine andere Variante, wie die Qual zu ihrem Ende kommt, wird im Abnutzen des Steins gesehen: Erich Fried publiziert 1967 das Gedicht Vorahnung des Endsiegs, dessen Titel das Ende der Sisyphusarbeit mit dem Holocaust assoziiert. Es beschreibt die Angst Sisyphos’ vor der Abnutzung des Steins. Das Gedicht schließt mit der Frage „Was bleibt? // Nichts als die Qual / seine Qual / überlebt zu haben“. Auch in Heiner Müllers Fragment Traktor („Gegenseitige Abnutzung von Mann Stein Berg […] Oder bis zu dem denkbaren Nullpunkt: niemand bewegt auf einer Fläche nichts.“) und in Hans-Ulrich Treichels Gedicht Sisyphos’ Dementi wird die Möglichkeit der Abnutzung thematisiert, wenn auch mit anderer Bewertung: „Und der Stein war schon bald / nur noch der Rest des Steins. / Vor ein paar Jahren ist er mir / in den Ausguß gerutscht.“

### DDR
Eine dritte Variante besteht darin, dass Sisyphos den Stein einfach liegenlässt. Diese wird oftmals in der Literatur der DDR als Parabel auf einen Ausweg aus dem Sozialismus verwendet. Günter Kunert bezieht die Sisyphusarbeit in seinem Gedicht Sisyphos 1982 auf den Kommunismus mit einem Zitat aus Brechts Lob des Kommunismus „[…] »Das Einfache / das schwer zu machen ist«: / Den Stein endlich zurückrollen lassen / wohin er gehört.“
Diese Hoffnung bringt auch Volker Braun in seinem 1965/68 publizierten Gedicht Das Vogtland. zum Ausdruck: Wie bei vielen Schriftstellerinnen und Schriftstellern in der DDR verkörpert Sisyphos den Alltagsmenschen. Die Werktätigen in der DDR in ihrem Alltag werden als „tüchtige Söhne / Sisyphos'“ bezeichnet. Dem den Alltagstrott verkörpernden Sisyphos setzt Braun die mythologische Figur des Herakles entgegen und die Hoffnung auf eine Veränderung: „bis wir am Hang / Verharren jetzt und lassen die Last / Rollen, den Zorn, ins Tal“.
Eine ähnliche Perspektive auf den Alltag der DDR findet sich, mit einer feministischen Wendung, im 1974 veröffentlichten Gedicht Frau Sisyphos von Christa Alten: Die Schilderung des Alltags der überarbeiteten Frau endet mit der Frage „Täglich Frau Sisyphos / ihr erschöpftes Gesicht, / bei Engels, Lenin, wie lange noch?“ Auch Manfred Jendryschik denkt an ein Ende der Sisyphusarbeit, indem er der Arbeit des Sisyphos den Sinn gibt, den Felsblock am Hang abzuschleifen, bis er die geeignete Größe hat, um als Waffe gegen seinen Wärter eingesetzt zu werden.
In der bildenden Kunst der DDR vollzieht sich um 1972 ein Wandel bei der mythologisierenden Darstellung von Arbeitern: Wurde Herakles als Sinnbild des Arbeiters aufgefasst, so wird nun Sisyphos zur paradigmatischen Metapher für den Arbeiter. Die prägnantesten Beispiele dafür sind die Bilder Wolfgang Mattheuers: Die Flucht des Sisyphos, Sisyphos behaut den Stein und Der übermütige Sisyphos und die Seinen, die auch zum Teil literarisch verarbeitet wurden.

## Naranath Bhranthan

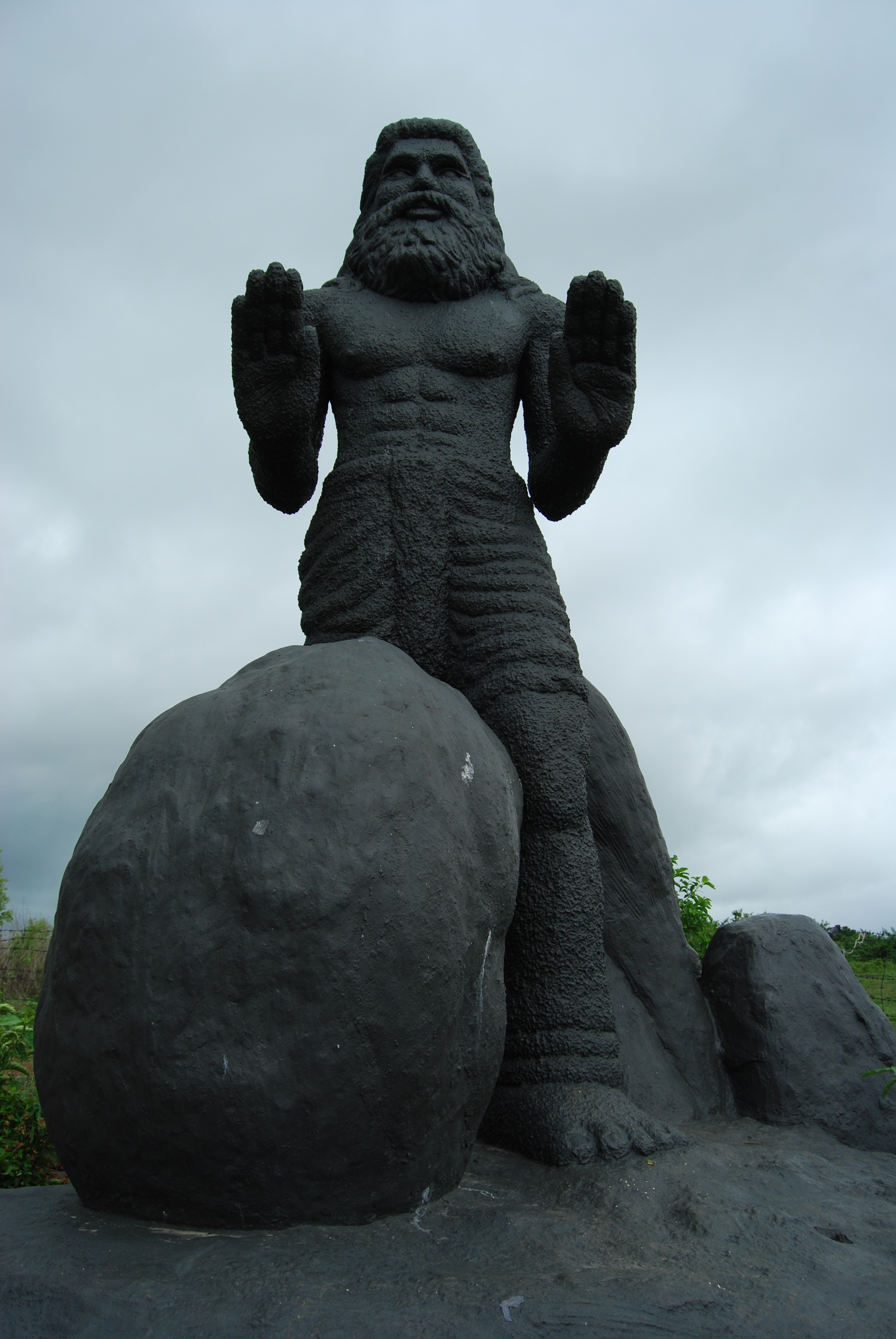
Statue von Naranath Bhranthan

Wie anders die Interpretation desselben Bilds in einem anderen als dem abendländischen Kontext ausfallen kann, zeigt der altindische Mythos von Naranath Bhranthan, auch „the madman of Naranam“ genannt: So wie Sisyphos wälzte auch er immer wieder, allerdings anders als dieser freiwillig, einen riesigen Stein einen hohen Berg hinauf, jedoch nur, um sich anschließend wie unbändig am Zurückrollen des Steins ins Tal zu erfreuen. Der nach ihm benannte Berg Naranathu Brandhan Mala im Distrikt Palakkad des südindischen Bundesstaats Kerala ist alljährlich Mitte Oktober Ziel zahlreicher Pilger.